# Бельо, Адольфо Рамон
Адольфо Рамон Бельо (исп. Adolfo Ramón Bello, 1947 — 17 мая 1969) — аргентинский студент, убитый полицейскими в Росарио во время студенческих протестов, вызванными в том числе убийством Хуана Хосе Кабраля тремя днями ранее. Полицейские репрессии вызвали возмущение жителей города, в результате чего началось вооружённое восстание против диктатуры, известное как «росариасо».

## История
Во второй половине 60-х годов недовольство режимом «авторитарно-бюрократического государства» Онганиа вызвало в Аргентине крупнейшую в регионе волну забастовок и протестов. В результате, в аргентинском Корриентесе во время городских волнений был убит полицейскими студент-медик Хуан Хосе Кабраль. Возмущённые рабочие и студенты Росарио начали забастовку под лозунгом «Рабочие и студенты – единым фронтом!». Однако, это не остановило власти. Полиция начала разгон демонстраций.
18 мая в одной из стычек были убиты Адольфо Рамон Бельо и рабочий Луис Норберто Бланко. Эти события вызвали более масштабное восстание, известное в истории Аргентины как «росариасо».